# Ptycholoma
Ptycholoma es un género de polillas de la familia Tortricidae.

## Especies
- Ptycholoma erschoffi (Christoph, 1877)
- Ptycholoma imitator (Walsingham, 1900)
- Ptycholoma lata L.S. Chen & Jinbo, 2009
- Ptycholoma lecheana (Linnaeus, 1758)
- Ptycholoma micantana (Kennel, 1901)